# Neohelix albolabris
Neohelix albolabris (Say, 1817) è un mollusco gasteropode terrestre della famiglia Polygyridae.

## Descrizione

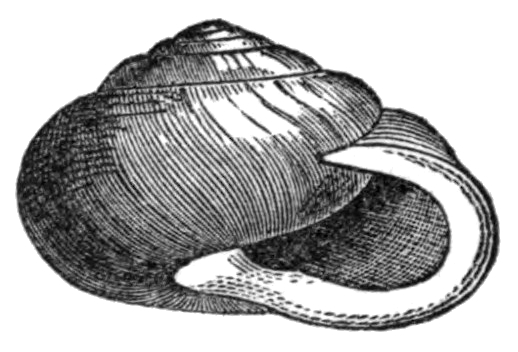
Vista laterale della conchiglia

N. albolabris è una delle specie di maggiori dimensioni tra le lumache terrestri originarie del Nord-America. Il suo areale si estende dal Maine alla Georgia e si spinge anche ad ovest del fiume Mississippi.  Nella parte settentrionale di questo areale alcuni individui possono crescere fino ad avere conchiglie di 30mm di diametro, mentre nella sua parte meridionale sono stati rinvenuti individui con conchiglie fino ai 40 mm di diametro.
Il nome comune in inglese è whitelip (letteralmente labbro bianco), e come il corrispondente latino albolabris fa riferimento alla striscia bianca sul labbro esterno della conchiglia.

## Storia
Si tratta della prima specie di lumaca la cui denominazione si deve ad un naturalista nato nel Nord America, Thomas Say, che la classificò nel 1817. 
Edward S.Morse, naturalista ed illustratore del New England, riferì che Helix albolabris (come a quei tempi veniva chiamata) era una delle tre specie più comuni  tra le lumache terrestri del New England. Morse aveva scritto diffusamente a proposito di questa specie nella sua opera pionieristica "Land Snails of New England" ("Lunache di terra del New England"), che venne pubblicata a puntate tra il 1867 e il 1868 nel primo volume di The American Naturalist.

## Nella letteratura e nei media
Nel 2010 la statunitense Elisabeth Tova Bailey scrisse The Sound of a Wild Snail Eating, un libro che vinse parecchi premi e che ha per protagonista un esemplare di Neohelix albolabris; da libro nel 2019 venne tratto un cortometraggio.